# Mauro Ribeiro
Pour les articles homonymes, voir Ribeiro.
Mauro Ribeiro, né le 19 juillet 1964 à Curitiba, est un coureur cycliste brésilien, professionnel de 1986 à 1994.

## Biographie
Marié avec Pascale, une Française originaire d'Annonay, il est lui-même d'ascendance italienne, de Florence (avec du sang indien par l'un de ses grands-pères). Après avoir vécu deux ans en Suisse, à la fin de sa carrière de cycliste professionnel, il rentre au Brésil pour s'installer dans son État natal du Paraná.
Il fait connaissance d'Abel Roux, un masseur, lors des Six Jours de Paris 1984. Celui-ci le contacte et il arrive en France en 1985. Bien que champion du monde juniors de la course aux points en 1982, Mauro Ribeiro a du mal à se faire une place dans le cyclisme français. Licencié à l'ACBB, célèbre club de Boulogne-Billancourt, il est engagé en deuxième catégorie, le directeur sportif du club ne lui faisant pas confiance. Même s'il est en proie à des réactions xénophobes, il remporte une quinzaine de courses dès ses premiers mois en France. Repéré par l'équipe Reynolds, il côtoie Pedro Delgado et Miguel Indurain, mais sans certitude de passer professionnel, il rentre à Curitiba à l'hiver 1985, convaincu de ne jamais pouvoir passer pro.
Abel Roux le recontacte par télégramme, l'informant que Jean de Gribaldy était mandaté par Marc Braillon, PDG de RMO, pour monter une nouvelle équipe et qu'il cherchait un coureur brésilien. De Gribaldy le convainc d'un simple coup de fil. En février 1986, il termine complètement transi de froid sa première course professionnelle, la première étape de l'Étoile de Bessèges. À cette époque, il passe beaucoup de temps au téléphone avec sa famille, se demandant ce qu'il faisait là. En 1987, il termine septième du Tour de l'Avenir.
Sa peau mate de sud-américain rend difficile son intégration dans le peloton cycliste français (Un coéquipier pariant même sur son abandon précoce dans le Tour de France). En 1991, il participe avec l'équipe RMO au Tour de France. Chaque soir d'étape, ses leaders Marc Madiot et Charly Mottet se disputaient sa compagnie pour faire chambre avec lui. Lors de la neuvième étape, il remporte à Rennes, la première (et, à ce jour, la seule) victoire brésilienne dans cette épreuve. Il partage le lendemain la Une des journaux nationaux avec Ayrton Senna. Il termine son unique Tour à la 47e place.   
Échappé avec Mottet, celui-ci lui avait permis de lancer sa carrière, en lui laissant la victoire lors de l’arrivée du Paris-Nice 1990, sur la promenade des Anglais. Mauro Ribeiro s'est toujours satisfait d'être un simple gregario pour Mottet (avec qui il est resté en contact après sa carrière). Ou pour Madiot, sur les classiques, celui-ci le remerciant pour son travail, lors de sa victoire dans le Paris-Roubaix 1991. Il avoue sa préférence pour les courses belges. En 1994, il finit sa carrière, en Belgique, chez les Lotto, équipés par la marque brésilienne Caloi (en). Mais c'est aussi sa réputation d'équipier modèle, auprès de Marc Madiot, qui avait convaincu Jean-Luc Vandenbroucke de lui faire confiance.
Aujourd'hui, il est à la tête d'une PME, dans les vêtements de sports, "Mauro Ribeiro Sports". Elle équipe plusieurs clubs cyclistes amateurs au Brésil mais aussi en Europe et notamment en Bretagne. Employant une trentaine de personnes, il fait fructifier son affaire sur son nom et sur l'image du premier Brésilien à avoir gagné une étape du Tour de France. À l'approche du Tour de France 2013, il négociait un partenariat avec la chaîne ESPN Brasil, qui retransmet l'évènement. Conscient d'avoir ouvert la voie, il regrette le faible engouement des Brésiliens pour son sport et de n'avoir toujours pas trouvé de successeur sur un podium du Tour de France.
La partie "Biographie" est intégralement tirée du reportage « Ribeiro, le "Belge" du Brésil », publié dans le quotidien L'Équipe du dimanche 30 juin 2013.

## Palmarès sur route

### Palmarès amateur
- 1985
  - Cinturón a Mallorca
  - 2e du Tour de Tolède

### Palmarès professionnel
- 1987
  - 9e du Tour de la Communauté européenne
- 1988
  - Prix de l'Amitié
- 1989
  - Grand Prix de Lausanne
- 1990
  - 7e étape de Paris-Nice
- 1991
  - 5e étape de la Route du Sud
  - 9e étape du Tour de France

## Résultats sur les grands tours

### Tour de France
1 participation
- 1991 : 47e, vainqueur de la 9e étape

### Tour d'Espagne
1 participation 
- 1991 : abandon (17e étape)

## Palmarès sur piste

### Championnats du monde juniors
- 1982
  -  Champion du monde de course aux points juniors

### Jeux panaméricains
- Caracas 1983
  -  Médaillé de bronze de la poursuite par équipes
- Mar del Plata 1995
  -  Médaillé de bronze de la poursuite par équipes

### Championnats panaméricains
- Medellín 1984
  -  Médaillé d'argent de la poursuite par équipes